# アフィニティ
アフィニティ（英: Affinity Cocktail）は、スコッチ・ウイスキーベースのカクテル。

## 概要
「アフィニティ」とは「婚姻関係」や「親しい間柄」を表す語である。
スコットランド産のスコッチ・ウイスキー、フランス産のドライ・ベルモット、イタリア産のスイート・ベルモットを使用して、この3か国の友好を現したカクテルである。
マンハッタンのバリエーションとも考えられており、スコッチ・マンハッタン（Scotch Manhattan）とも呼ばれる

## 歴史
アフィニティが確認できる最古の文献は1907年10月28日（月）のニューヨーク・サン紙のブロードウェイでアフィニティと呼ばれる新しいカクテルがあることを紹介した記事である。この時のレシピは1913年発刊の『Straub's Manual of Mixed Drinks』（Jacques Straub著）に「Express Cocktail」の名前でも掲載されているが、オレンジ・ビターズを使用し、ドライ・ベルモットを使用していない点で現行レシピとは異なる。
1909年発刊の『The Reminder: An Up-to-Date Bartender's Vest Pocket Guide』（J.A. Didier著）に掲載されているレシピはスイート・ベルモットとドライ・ベルモットを使い、アロマティックビターを使用するものであるが、マラスキーノ・チェリーが飾り付けに加わっている。
1930年発刊の『サヴォイ・カクテル・ブック』でマラスキーノ・チェリーの飾りが取り除かれ、現行と同じレシピになった。

## レシピの例
『サヴォイ・カクテル・ブック』掲載のレシピを以下に挙げる。
材料
- スコッチ・ウイスキー - 1/3
- ドライ・ベルモット - 1/3
- スイート・ベルモット - 1/3
- アンゴスチュラ・ビターズ - 2dash

作り方
1. 全ての材料をステアして、カクテルグラスに注ぐ。
2. レモンピールを絞りかける。